# Constance Jeans
Constance Mabel „Connie” Jeans (ur. 23 sierpnia 1899 w Nottingham, zm. 31 marca 1994 w Falmouth) – angielska pływaczka reprezentująca Wielką Brytanię, medalistka igrzysk olimpijskich.
Jeans wystartowała na igrzyskach olimpijskich dwukrotnie. Podczas VII Letnich Igrzysk Olimpijskich w Antwerpii w 1920 roku wystartowała we wszystkich konkurencjach kobiecych. Na dystansach 100 i 300 metrów stylem dowolnym zajęła czwarte miejsca w finałach. W kobiecej sztafecie 4 × 100 m stylem dowolnym wystartowały jedynie trzy ekipy. Brytyjki z Jeans na drugiej zmianie zajęły drugie miejsce.
Cztery lata później podczas VIII Letnich Igrzysk Olimpijskich w Paryżu Jeans wystartowała ponownie w trzech konkurencjach. Na dystansie 100 metrów stylem dowolnym Brytyjka ponownie zajęła czwarte miejsce, na 400 metrów stylem dowolnym odpadła w fazie półfinałowej. W kobiecej sztafecie 4 × 100 m stylem dowolnym Brytyjki z Jeans na drugiej zmianie obroniły drugie miejsce.
Jeans reprezentowała barwy klubu Nottingham Ladies' Swimming Club.